# Ferrandina
Ferrandina (Frannëinë in dialetto locale) è un comune italiano di 7 910 abitanti della provincia di Matera in Basilicata.

## Geografia fisica

### Territorio
Il paese sorge in collina a 482 m s.l.m. in Val Basento, sulla sponda occidentale dell'omonimo fiume Basento, nella parte centro-settentrionale della provincia di Matera. La casa comunale è locata a una altitudine di 497 m s.l.m., tuttavia nelle periferie l'altitudine varia dai 43 ai 583 m s.l.m.
Per la sua altitudine Ferrandina fa parte della media Collina materana. Il territorio del comune ha un'estensione di 215,55 km², il quarto per grandezza di tutta la Basilicata.
I paesi limitrofi al Comune di Ferrandina sono: Pomarico e Miglionico (17 km), Salandra (18 km), Pisticci (22 km), Grottole (26 km), San Mauro Forte (31 km) e Craco (33 km).

### Clima
Il clima è tipico della media Collina materana, caratterizzato da estati molto calde e afose (a volte si registrano temperature non inferiori ai +30° anche in nottata) e inverni che variano tra freschi e freddi, dove le temperature possono scendere anche di alcuni gradi sotto lo zero (le minime assolute registrate sono intorno ai -8°) soprattutto in presenza di freddi venti da nord-est. Le escursioni termiche possono risultare molto ampie: lo scarto può raggiungere i 15° in estate (da +40° a +25°) ed i 10° in inverno (da +10° a 0°). Le precipitazioni sono concentrate principalmente tra ottobre e maggio e di inverno non mancano fenomeni di carattere nevoso e frequenti gelate nei fondovalle. Caratteristica della zona è la presenza frequente di fitte nebbie in autunno-inverno.

## Storia
Le radici di Ferrandina affondano nella Magna Grecia, attorno al 1000 a.C. Il suo nome era Troilia, mentre la sua acropoli-fortezza si chiamava Obelanon. Troilia fu costruita per ricordare e onorare la città distrutta dell'Asia Minore, Troia. Durante l'epoca romana Troilia e Obelanon furono centri importanti di cultura romana/magnogreca e sempre più lustro acquistarono in epoca bizantina. Con la caduta del dominio imperiale romano d'oriente, Longobardi e Normanni si impossessarono della città.

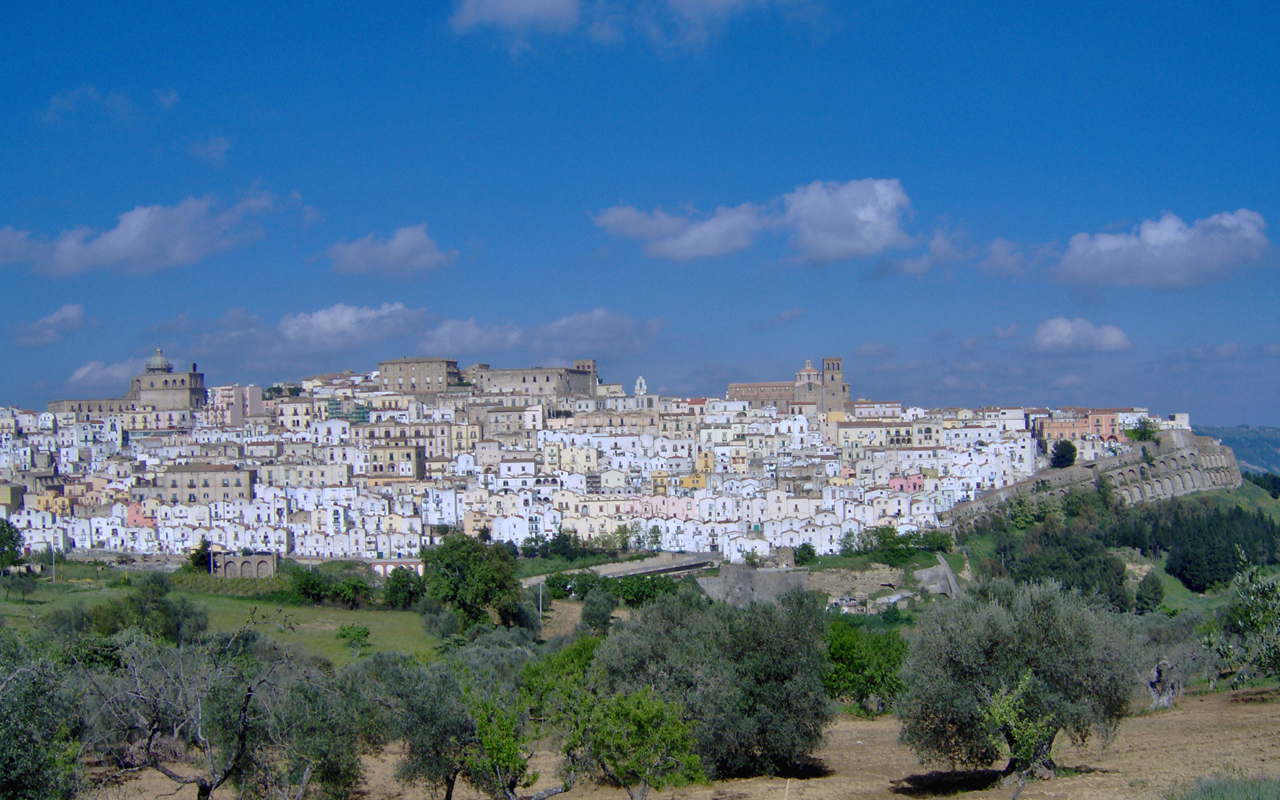
Vista del paese

Il primo nucleo si deve alla volontà di Pirro Del Balzo di bonificare l'area che in seguito alla Seconda Congiura dei Baroni cadde in disgrazia e non poté proseguire il suo progetto. Il nome Ferrandina si deve a Federico d'Aragona che nel 1494 la battezzò così in onore di suo padre, re Ferrante (o Ferrando). Nel 1507 Ferdinando il Cattolico le attribuì il titolo di "civitas". Lo stemma comunale reca sei F: il significato è: Fridericus Ferranti Filius Ferrandinam Fabbricare Fecit.
Un tempo era nota per la produzione di tessuti in lana, tra cui la ferlandina o felandina, molto apprezzata e richiesta nel Regno di Napoli e dai domenicani, che proprio a Ferrandina si insediarono e crearono un centro agricolo e urbano molto organizzato tanto da erigere, nel 1546, la cupola del Monastero di San Domenico come simbolo di potere.
Ferrandina prese parte ai moti del 1820-21 e del 1860. Qui nel marzo del 1862 Carmine Crocco, a capo dei briganti, affrontò e distrusse una compagnia del 30º Reggimento fanteria dell'esercito piemontese.
Nel 1921 Ferrandina fu teatro di violenze: il sindaco e consigliere provinciale socialista Nicola Montefinese venne ucciso.
Negli anni della seconda guerra mondiale, tra il 1940 e il 1943, 7 profughi ebrei tedeschi (tra cui due bambini) furono confinati in soggiorno coatto a Ferrandina. Furono tutti liberati con l'arrivo dell'esercito alleato nel settembre 1943. Quattro di loro poterono emigrare negli Stati Uniti già nel luglio 1944. Gli altri rimasero in varie località dell'Italia meridionale in attesa della fine della guerra.
Nel settembre del 1943 Ferrandina insorse contro i latifondisti. Lo spirito di ribellione non si attenuò sino al 2 agosto del 1945, quando i contadini diedero vita ad una sommossa per chiedere l'allontanamento dei proprietari terrieri e l'assegnazione delle terre incolte. Nel corso dei tumulti venne assassinato Vincenzo Caputi, ritenuto il mandante dell'uccisione di Montefinese. Per timore che la protesta dilagasse, il paese restò isolato, con le linee elettriche e telefoniche tagliate. L'ordine fu ristabilito con l'invio, da parte del governo provvisorio, di 100 carabinieri da Napoli, 250 alpini della divisione Garibaldi e l'arrivo a Ferrandina, il 4 agosto, del ministro Scelba.
Nel novembre 2003 la comunità ferrandinese, organizzando presidi e blocchi stradali, ha partecipato attivamente alla protesta contro la decisione del governo di costruire il deposito unico di scorie nucleari a Scanzano Jonico.
Il 16 luglio 1895 la ferrandinese Maria Barbella, rinchiusa nel carcere di Sing Sing per aver ucciso il suo compagno, è stata la seconda donna condannata alla sedia elettrica negli Stati Uniti d'America. La condanna, però, non fu eseguita in quanto fu dichiarata incapace di intendere e di volere al momento dell'omicidio. Per questo motivo Ferrandina dal novembre 2005 è inserita tra le "Città per la vita - Città contro la pena di morte", campagna di sensibilizzazione promossa dalla Comunità di Sant'Egidio.

### Simboli
Lo stemma è stato riconosciuto con decreto del capo del governo del 20 novembre 1934.
Il gonfalone, concesso con regio decreto del 7 novembre 1941, è un drappo di verde.

## Monumenti e luoghi d'interesse

### Architetture religiose

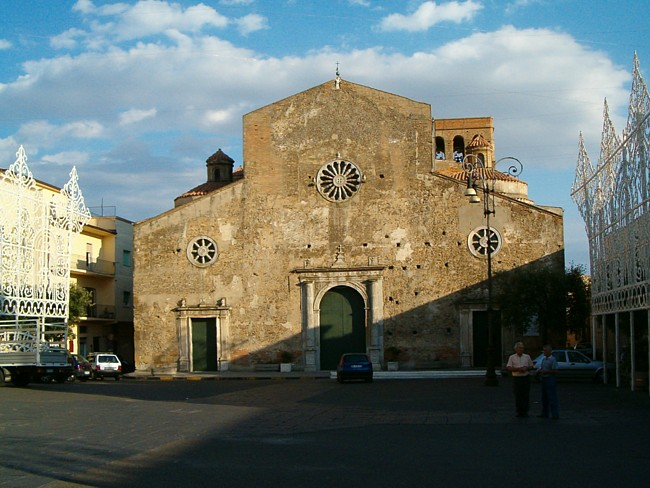
Chiesa di Santa Maria della Croce

- Chiesa di Santa Maria della CroceChiesa madre di Santa Maria della Croce: fu costruita a partire dal 1490 ed il suo interno è stato trasformato alla fine del XVIII secolo. La chiesa, che ha tre portali cinquecenteschi e tre cupole bizantineggianti, conserva all'interno una statua lignea della Madonna con Bambino del 1530 e due statue dorate raffiguranti Federico d'Aragona e sua moglie, la regina Isabella del Balzo. Sulla parete terminale della navata destra, accanto alla zona absidale, si erge una scultura in legno dorato raffigurante un'aquila bicipite, simbolo emblematico di Ferrandina. Qui era sito un pezzo ligneo della Santa Croce di Cristo, ora messo in sicurezza in altro luogo, portato da sant'Elena da Gerusalemme e poi giunto tramite donazioni al regnante di Ferrandina ove si trova.
- Chiesa Madonna del Carmine in rione Purgatorio con portale cinquecentesco ad arco bugnato. La chiesa del Purgatorio è stata la prima struttura completa di Chiesa. Essa fu costruita dai monaci domenicani venuti da Uggiano. Quando a causa di un terremoto la Chiesa subì dei danni, i domenicani lasciarono il Purgatorio e costruirono San Domenico. La chiesa fu ricostruita dai monaci di San Pio dei Morti e venne chiamata chiesa del Purgatorio. Tuttora conserva un San Vincenzo Ferreri della prima metà del Settecento, opera di Antonio Sarnelli, una Trinità ed un organo antico del 1700 dove possiamo guardare in cima alla cassa barocca il simbolo della congregazione di San Pio dei Morti.
- Chiesa del Convento dei Cappuccini: all'interno vi sono alcune opere attribuite a Pietro Antonio Ferro come la Madonna con Bambino ed i santi Pietro e Francesco.
- Complesso monastico di Santa Chiara: completato nel 1688, è un imponente edificio nel quale si innalza una torre che domina l'intera città. Al suo interno, oltre ad una Crocifissione di Pietro Antonio Ferro, è di grande pregio un dipinto raffigurante l'Immacolata attribuito a Francesco Solimena, risalente all'incirca al 1730.[11] Dal 7 agosto 2015 il complesso ospita il Museo della Civiltà Contadina-Mestieri antichi.
- Complesso monastico di San Domenico: risalente al 1517, fu ristrutturato in forme barocche e completato nel 1760. Conserva dipinti di scuola napoletana, un organo seicentesco funzionante, un coro ligneo ed un altare maggiore con marmi policromi. Particolarmente interessanti risultano i sotterranei affrescati, destinati alla sepoltura dei frati.
- Convento di San Francesco: fu fondato nel 1614 insieme alla chiesa a due navate e fino alle leggi napoleoniche ebbe grande splendore.
- Cappella della Madonna dei Mali: chiesa rurale al cui interno vi sono diversi affreschi di Pietro Antonio Ferro risalenti al XVII secolo.
- Altre chiese e cappelle rurali tra cui la chiesa di Sant'Antonio (1615), la chiesa dell'Addolorata, la chiesa di Santa Lucia, la cappella della Madonna di Loreto e la cappella di Santa Maria della Consolazione (in contrada La Foresta).
- Chiesa di San Giovanni Battista (Ferrandina:è l'ultima chiesa costruita a Ferrandina nel 1990 circa. Ha delle vetrate simboliche, in altare in marmo e cemento e una cappella parzialmente in marmo.

### Altro
- Rovine del castello di UggianoCastello di Uggiano
- Piazza Plebiscito

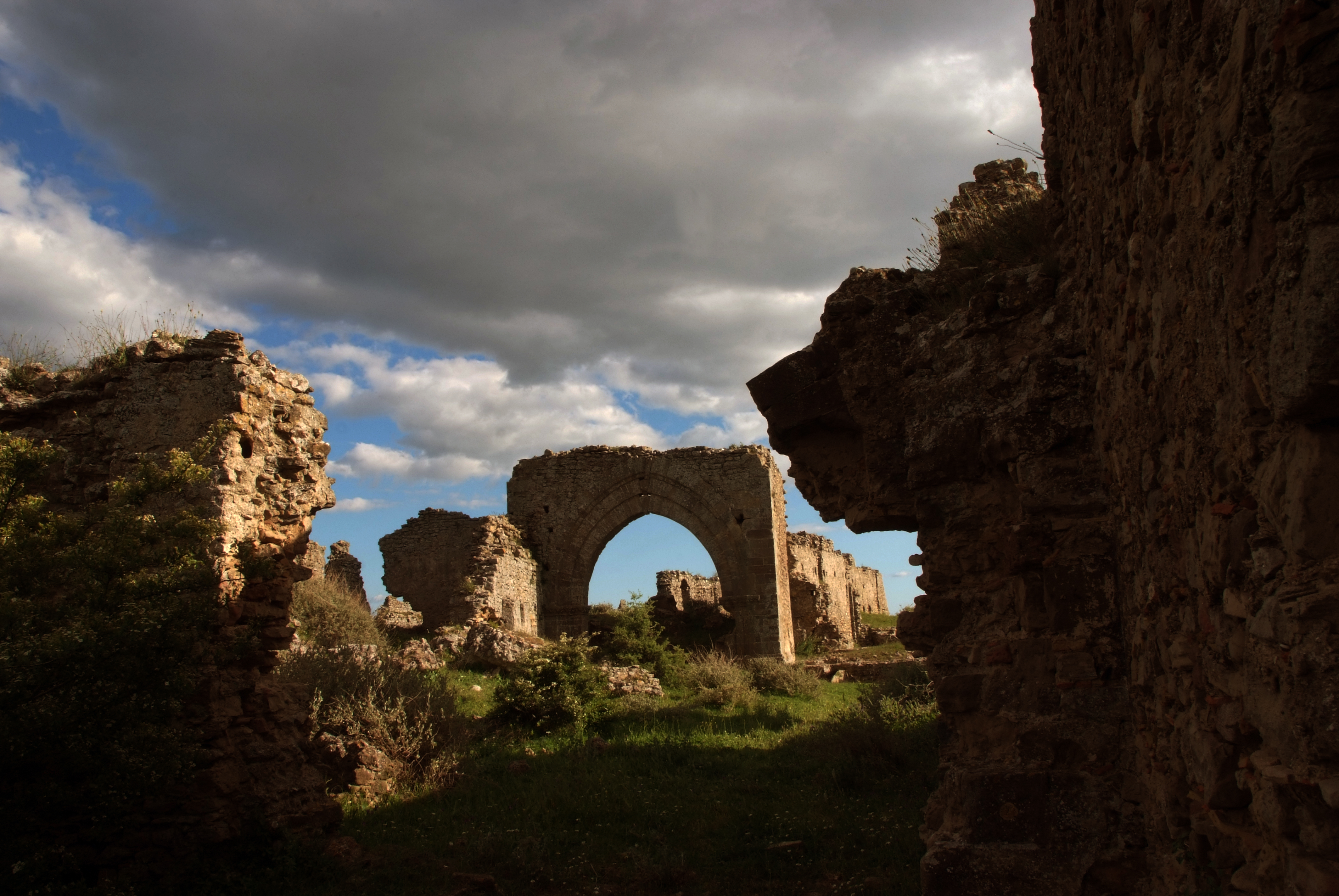
Rovine del castello di Uggiano

- Diversi palazzi tra cui Palazzo Centola, Palazzo Lisanti, Palazzo Cantorio, Palazzo Scorpione, Palazzo Caputi, Palazzo Rago
- Museo della Civiltà Contadina presso il Convento di Santa Chiara
- Cappella delle Tre Croci; zona panoramica
- Area attrezzata località Caporre, punto di snodo della "transumanza"

## Società

### Evoluzione demografica
Abitanti censiti

### Etnie e minoranze straniere
Al 31 dicembre 2023 la popolazione straniera era di 239 persone, pari al 3,27% degli abitanti.

## Cultura

### Istruzione
Nel comune di Ferrandina sono presenti quattro scuole tra Istituto comprensivo (tre materne, elementare e media), Istituto di istruzione secondaria (ITIS, IPSIA e liceo scientifico) e scuole private (nido laico e materna religiosa)

### Cucina
Ferrandina è la città che produce la maggior quantità di oliva Majatica di Ferrandina, mangiate sia a tavola (olive nere al forno), sia per creare un olio extra-vergine d'oliva. È la città che produce più olio sia nella Val d'Agri, sia nella Val Basento.
Molti sono i prodotti di questa cittadina che fanno parte della cucina lucana tradizionale.
- Olive (nere e verdi) passite di Ferrandina (alëivë mburnätë)
- Pane di Ferrandina
- Friselle di Ferrandina
- Sospiri lucani di Ferrandina
- Aglianico di Ferrandina
- Maccheroncini al filo di ginestra
- Marretti (Marrëcijllë)
- Sagne e fagioli con le cotiche
- Cotturo di pecora
- Salsiccia di Ferrandina
- Screppelle
- Pizza di grano duro
- Ciambotta (Ciambóttë)
- Cialledda ferrandinese (Cialléddë)
- Strascinati
- Orecchiette con il sugo di cinghiale (Rëcchiëtéllë)

## Geografia antropica

### Frazioni
- Borgo Macchia: situato sulla SS 407 Basentana a circa 40 m s.l.m. e 8 km da Ferrandina.

## Economia
L'agricoltura e la pastorizia sono state fino alla seconda metà degli anni 60 le principali fonti economiche. Dopo le lotte contadine e le relative leggi di riforma fondiaria si è assistito alla nascita di piccole e medie proprietà. La produzione continua ad essere legata alla conduzione di tipo familiare con una bassissima intensità di capitale. Negli ultimi anni però si è cominciato ad assistere ad un'inversione di tendenza grazie al sempre maggiore impiego delle macchine agricole e alla valorizzazione dei prodotti tipici.
Rinomata è la produzione di olio di oliva "Majatica di Ferrandina", caratterizzato da una bassa acidità, da un sapore dolce e dal color giallo, e anche delle tipiche olive al forno come da antica tradizione, che rientrano tra i prodotti Presidii Slow Food. Ferrandina fa parte dell'Associazione Nazionale Città dell'Olio.
Il vino può essere associato alla famiglia dei Primitivi, tipici per la loro prematura maturazione. Il Primitivo di Ferrandina è un vino molto corposo, dal colore rosso intenso.
Dal marzo 2005 Ferrandina è un comune OGM Free (contro la coltivazione degli organismi geneticamente modificati).
Nonostante la presenza di risorse agricole così importanti, l'economia di Ferrandina si basa prevalentemente sull'industria, sviluppatasi lungo la Val Basento per la scoperta di numerosi giacimenti di metano, negli anni '60 del secolo scorso.
Da ricordare l'insediamento a Ferrandina dal 1963 al 1978 della "Pozzi Ginori S.p.A." che con l'indotto dava lavoro ad un migliaio di operai, ricordiamo anche dal 1974 al 1979 la "Cemater S.p.A.", azienda statale che produceva manufatti in amianto. Adesso troviamo piccole aziende che lavorano nel campo chimico, meccanico, manifatturiero e del salotto.

## Infrastrutture e trasporti

### Strade
Il comune è interessato dalla strada statale 407 Basentana e dalla strada statale 7 Via Appia.

### Ferrovie
Ferrandina è servita dalla stazione di Ferrandina Scalo Matera, posta sulla ferrovia Battipaglia-Potenza-Metaponto. 
Dal 1932 al 1972 era stata attiva la stazione di Ferrandina (FCL), sulla ferrovia Bari-Matera-Montalbano Jonico a scartamento ridotto gestita dalle Ferrovie Appulo Lucane, ma nel 1972 fu dismessa assieme alla parte di percorso meridionale tra Matera e Montalbano Jonico.
Nell'agosto del 2022 RFI bandì la gara di appalto per un nuovo collegamento ferroviario, a binario unico elettrificato, dalla stazione di Ferrandina-Scalo Matera fino alla nuova fermata di Matera-La Martella ripristinando il collegamento ferroviario tra la linea Battipaglia-Potenza-Metaponto e Matera. I lavori sono in corso con la previsione di terminarli nel 2026.

## Amministrazione
Cronologia dei sindaci di Ferrandina:

### Regno d'Italia (1861-1946)
- Donato M. Scorpione, sindaco dal 1860 al 1861
- Fedele Bitonti, sindaco dal 1861 al 1865
- Lorenzo Lisanti, sindaco dal 1865 al 1868
- Domenico Mastromattei, sindaco dal 1868 al 1871
- Battista Trifogli, sindaco dal 1871 al 1877
- Domenico Mastromattei, sindaco dal 1877 al 1878
- Battista Trifogli, sindaco dal 1878 al 1879
- Tommaso Morano, sindaco dal 1879 al 1880
- Vincenzo Laudati, sindaco dal 1880 al 1881
- Girolamo Candela, sindaco dal 1881 al 1882
- Battista Trifogli, sindaco dal 1882 al 1885
- Michele Susanna, sindaco nel 1885
- Girolamo Candela, sindaco dal 1885 al 1888
- Vincenzo Tilena, sindaco nel 1888
- Donato Laviga, sindaco dal 1888 al 1889
- Domenico Spirito, sindaco dal 1889 al 1891
- Giuseppe D'Arecca, sindaco dal 1891 al 1892
- Tommaso Morano, sindaco dal 1892 al 1893
- Vincenzo Giuliani, sindaco dal 1893 al 1894
- Domenico Spirito, sindaco dal 1894 al 1895
- Rocco Pirretti, sindaco dal 1895 al 1896
- Domenico Spirito, sindaco nel 1896
- Egidio Marone, sindaco dal 1896 al 1899
- Giuseppe Cantorio, sindaco dal 1899 al 1902
- Filippo De Lizza, sindaco dal 1902 al 1903
- Domenico Spirito, sindaco dal 1903 al 1906
- Francesco Di Grottole, sindaco dal 1906 al 1912
- Felice Piccinni, sindaco dal 1912 al 1914
- Nicola Candela, sindaco dal 1914 al 1915
- Barone Cristofaro Arcieri, sindaco dal 1915 al 1920
- Nicola Montefinese, sindaco dal 1920 al 1921
- Michele Lacarpia, sindaco nel 1921
- Pasquale Melillo, commissario prefettizio nel 1921
- Giuseppe Curatolo-Oliva, commissario prefettizio nel 1921
- Michele Spirito, sindaco dal 1921 al 1925
- Vincenzo Caputi, sindaco dal 1925 al 1926
- Francesco Ventola, commissario prefettizio dal 1926 al 1927
- Enrico Sindaco, Commissario prefettizio nel 1927
- Lorenzo Rago, commissario prefettizio e podestà dal 1927 al 1933
- Giuseppe Tornago, commissario prefettizio nel 1933
- Raffaele Masciulli, commissario prefettizio e podestà dal 1933 al 1935
- Vincenzo Tortorelli, commissario prefettizio dal 1935 al 1936
- Pietro Gambacorta, podestà dal 1936 al 1938
- Gennaro Volpe, commissario prefettizio nel 1938
- Vincenzo Pizzolorusso, commissario prefettizio dal 1938 al 1939
- Domenico Mormando, commissario prefettizio dal 1939 al 1940
- Cristofaro Arcieri, podestà dal 1940 al 1944
- Vincenzo Caputi, sindaco nel 1944
- Pasquale Giannandrea, commissario prefettizio dal 1944 al 1945
- Nicola De Filippis, commissario prefettizio e sindaco nel 1945
- Antonio Salfi, commissario prefettizio nel 1945
- Michele Curatelli, commissario prefettizio dal 1945 al 1946
- Francesco Brancati, sindaco nel 1946
- Maurizio D'Ercole, commissario prefettizio nel 1946

### Repubblica Italiana (1946-oggi)
- Nicola Canosa, sindaco dal 1946 al 1947
- Vincenzo Tota, sindaco dal 1947 al 1950
- Francesco Vitale, commissario prefettizio nel 1950
- Luigi Zottarelli, sindaco dal 1950 al 1952
- Salvatore Colatutto, sindaco dal 1952 al 1953
- Domenico Daniele Gallo, sindaco dal 1953 al 1960
- Vincenzo Conte, commissario prefettizio nel 1960
- Emilio Serafino dal 1960 al 1970
- Marco Grieco, sindaco dal 1970 al 1975
- Francesco Lisanti, sindaco dal 1975 al 1980
- Saverio D'Amelio, sindaco dal 1980 al 1984
- Francesco Laganà, commissario prefettizio nel 1984
- Saverio D'Amelio, sindaco dal 1984 al 1993
- Matteo Imperatore, sindaco dal 1993 al 1994
- Leonardo Recchia, sindaco dal 1994 al 1998
- Saverio D'Amelio, sindaco dal 1998 al 2007
- Raffaele Ricchiuti, sindaco dal 2007 al 2010
- Alberico Gentile, commissario prefettizio dal 2010 al 2011
- Saverio D'Amelio, sindaco dal 2011 al 2016
- Gennaro Martoccia, sindaco dal 2016 al 2021
- Carmine Lisanti, sindaco dal 2021

## Sport
- ASD Ferrandina 17890 - Serie D - Stadio: Santa Maria - Colori sociali: rosso e blu. È stato fondato nel 1949.
- ASD Ferrandina Sport Academy calcio a 5
- A.S.D. Biciclub Ferrandina (2004).
- A.S.D. Podistica Ferrandina.
- A.S.D. Icarus Bike Ferrandina - Associazione sportiva dilettantistica di Mountain Bike.
- A.S.D. Ferrandina Basket - Associazione Sportiva Dilettantistica affiliata alla FIP dal 1994.
- A.S.D. Tiro a Volo Ferrandina - Associazione Sportiva Dilettantistica di tiro al piattello fondata nel 1966, Società Campione d'Italia nel 1990 nella specialità Skeet.
- A.S.D. Rangers Darts Club Ferrandina - Associazione Sportiva Dilettantistica di promozione del gioco delle freccette steel e soft fondata nel 2022